# Георги Димитров (орден)
Вижте пояснителната страница за други значения на Георги Димитров.
Орден Георги Димитров е най-високият орден на НРБ и като такъв е първият по старшинство в наградната система на Народна република България.

## Статут
Учреден е с указ от Президиума на I народно събрание на 17 юни 1950 г. Първоначално се присъжда от Президиума на Народното събрание а след 1971 г. от Държавния съвет на НРБ на български и чужди граждани за изключителни заслуги. Също така с орден „Георги Димитров“ се награждават всички лица удостоени с почетните звания Герой на Народна република България и Герой на социалистическия труд. Първото награждаване се състои на 17 юни 1950 г. в деня на учредяването, като с ордена е удостоен Вълко Червенков, Министър-председател на България 1950 – 1956 г.

## Описание
Орденът се състои от голям орденски знак с лента с метален носач и минатюра. Орденът е оформен по подобие на най-високия орден на СССР – орден Ленин и има най-много прилики с него в сравнение с най-високите ордени на всички други социалистическите страни. Автор на първоначалния проект е скулпторът К. Лазаров, като частични изменения в проекта внася гравьорът Оник Одабашян. Първоначално орденът се изработва в частно ателие, а след 1952 г. производството се прехвърля в Държавния монетен двор. Към ордена има миниатюра за всекидневно носене. В средата на големия орденския знак е разположен медальон, покрит с червен емайл, върху който е изобразен златен релефен бюст на Георги Димитров в ляв профил. Медальонът е обкръжен от бял кант. В долната част на ордена е разположена лента в червен емайл с надпис ГЕОРГИ ДИМИТРОВ. От двете страни на медальона са изобразени пшенични класове, в горната част се намира малка петолъчна звезда в червен емайл, а в долната – сърп и чук в червен емайл. Орденът е с размери 45 × 42 mm. Носи се на петоъгълна колодка в червено от лявата страна на гърдите. Орденът освен големия орденски знак има и позлатена миниатюра с размер 22 мм. Миниатюрата на ордена представлява умален вариант на големия знак на ордена. От 17 юни 1950 г. до 21 март 1991 г., когато с промяната на указ 1094 от VII велико народно събрание наградната система на НРБ е съществено изменена, с орден „Георги Димитров“ са удостоени около 4000 души.

## Избрани лауреати
- Тодор Живков (1966, 1971, 1981, 1986), генерален секретар на ЦК на БКП (1954 – 1989) и председател на Държавния съвет (1971-1989)
- Вълко Червенков, министър-председател на България (1950 – 1956)
- Антон Югов (1989), министър-председател на България (1956 – 1962)
- Боян Българанов (политик от БКП)
- Георги Трайков (политик, председател на Президиума на Народното събрание, лидер на БЗНС)
- Петър Танчев (1970, 1980) политик, първи заместник-председател на Държавния съвет, лидер на БЗНС)
- Гриша Филипов (политик от БКП)
- Карло Луканов (политик от БКП)
- Владимир Стойчев военен деец генерал-полковник политик от БКП)
- Никола Янев (деец на БКП, преподавател)
- Пеко Таков (политик от БКП)
- Цола Драгойчева (политик от БКП)
- Крум Василев (политик от БКП)
- Акад.Сава Гановски (философ, политик от БКП)
- Добри Джуров (Армейски генерал, политик от БКП)
- Иван Михайлов (1963) (Армейски генерал, политик от БКП)
- Иван Добревполитик от БКП)
- Алекси Иванов (1982) (политик, заместник-председател на Министерския съвет, министър на земеделието и горите, секретар на постоянното присъствие на БЗНС)
- Пандо Ванчев (1979, 1989) (политик, министър на съобщенията, секретар на постоянното присъствие на БЗНС)
- Янко Марков (1969, 1979, 1989) - (политик, министър на горите, секретар на постоянното присъствие на БЗНС)
- Петър Илиев (1980, 1985) (генерал-лейтенант) военен деец от БНА, началник канцелария на министъра на Народната отбрана, военен аташе в СССР, главен участник в проведения 1944 г. Деветосептемврийски преврат, преди 9 септември 1944 г. капитан и единствен действащ офицер от Българската войска, член на БКП, Сътрудник в секция на военното министерство и член на Главния щаб на НОВА
- Георги Иванов (1979) (генерал-лейтенант, летец космонавт)
- Христо Проданов (1984) алпинист
- Елисавета Багряна (1983) (поетеса)
- Леонид Брежнев (1973, 1976, 1981), генерален секретар на ЦК на КПСС (1964 – 1982)
- Никита Хрушчов (1964), генерален секретар на ЦК на КПСС (1953 – 1964)
- Фьодор Толбухин, маршал на Съветския съюз (1981)
- Илия Табаков, полковник строителни войски
- д-р инж. Асен Юлиянов (1963), (строителен и държавен деец, първи заместник-министър на строежите)
- Константин Хруцкий
- Харковски тракторен завод „Серго Орджоникидзе“ (1975)
- Харилаос Флоракис, генерален секретар на ГКП
- Николай Тихонов, председател на Съвета на министрите на СССР
- Борис Стукалин, съветски политик
- Константин Скрябин, съветски биолог
- Василий Пустовойт, съветски академик
- Дмитрий Пароваткин, съветски генерал-лейтенант
- Николай Наринян, съветски войник
- Зденек Неедли, чехословашки учен, академик на СССР
- Пьотър Машеров, съветски политик
- Гурий Марчук, съветски учен
- Павел Лукяненко, съветски учен
- Динмухамед Кунаев, съветски политик
- Александър Колдунов, съветски маршал
- Андрей Кириленко, съветски политик
- Мстислав Келдиш, съветски учен
- Георги Караев, съветски историк и генерал
- маршал Дмитрий Устинов, съветски военен деец и политик, министър на отбраната на СССР
- Иван Капитонов (1985), съветски политик, секретар на ЦК на КПСС, председател на ЦКРК на КПСС
- маршал Сергей Ахромеев (1988), съветски военен деец, началник на Генералния щаб на Съветската армия
- Михаил Зимянин, съветски политик
- Владимир Долгих, съветски политик
- Геворг Гарибджанян, съветски академик от арменски произход
- Хорхе дел Прадо Чавез, перуански политик
- Ерих Миелке, източногермански политик
- Иван Савченко, заместник-председател на КГБ